# 草湖 (臺中市)
草湖，原名草凹，是臺灣臺中市大里區的一個傳統地域名稱，位於該區南部。其範圍約於今中興路一段（台3線）以西、大里溪以南、草湖溪以北，即東湖里不含最南端、西湖里不含南端邊界地帶，另外還包括了金城里西北端、仁德里西端、仁化里西南部凸出部分。
該處原為一草叢聚集的窪地，原稱草凹，後因為草凹和草湖音近，故稱為草湖。

## 歷史
台灣清治末期至日治初期，草湖地區為一街庄，稱為「草湖庄」，隸屬於藍興堡。該庄西北及北與詹厝園庄、大突藔庄為鄰，東與蕃仔藔庄、塗城庄為鄰，東南邊、南邊及西南邊隔草湖溪與阿罩霧庄、柳樹湳庄、吳厝庄為界。
1901年（日治明治三十四年）11月，全台廢縣廳改設二十廳，該庄隸屬於臺中廳。1903年（明治三十六年）6月，該庄編入「大里杙區」，隸屬於臺中廳。1909年（明治四十二年）10月，合併二十廳為十二廳，大里杙區隸屬不變。1920年（大正九年），全台地方制度大改正，廢十二廳改設五州二廳，該庄改制並雅化為「大突寮」大字，隸屬於臺中州大屯郡大里庄。
戰後大里庄改制為大里鄉，隸屬於臺中縣，大字亦改制為村。1950年10月，中、彰、投分治，大里鄉仍隸屬臺中縣。1993年11月因人口數達15萬升格為大里市，村亦改制為里。2010年12月，臺中縣市合併為直轄臺中市，大里市改制為大里區。
目前大致以草湖路為界拆分為西湖里及東湖里。今中興路一段與中山路口北側（與瑞城里交界處）仍有草湖公車站名。

## 聚落
本地區發展較早的聚落有頂崙、下崙、泉水仔、草湖、古重笨、崁仔腳等，在日治期初期的官方地圖上已有記載。此外，本地區尚有西湖、景庄頂厝子等聚落。

## 交通
省道台74線原稱「中彰快速道路」，現稱「東西向快速公路快官霧峰線」，是彰化縣快官繞行臺中市區外圍至霧峰的快速道路，大致以北向南繞大彎轉西北—東南走向經過本地區中部偏西地帶。由該道路向北轉北北東可前往太平與台中市區交界地帶、太平西北部、北屯中部、潭子、北屯西北部、西屯、南屯、烏日等地，向東南經霧峰西北角繞大彎轉南再轉西南可前往柳樹湳並止於國道3號霧峰交流道。
省道台3線（中興路一段）俗稱「內山公路」，是臺北至屏東的幹道，大致以西北—東南走向轉北北西—南南東走向經過本地區東北部及東部邊界地帶。由該道路向西北經省道台74線高架橋下後轉北可前往大里市區、台中市區、北屯、潭子等地，向南南東可前往霧峰、草屯、南投、名間等地。
市道129號（仁化路）是石岡區土牛至大里區塗城的道路，其西南側端點位於本地區東北部省道台3線路口。由此向東北出境後轉東南東可前往番子寮，至竹子坑轉北可前往由該道路向北北西可前往車籠埔、頭汴坑西端、太平東北部、三汴、廍子、大坑、馬力埔、大湳、新社、土牛並止於省道台3線路口。
區道中104線（塗城路）是金城至大湖的道路，其西側端點位於本地區東北部省道台3線路口。由此向東北東轉東南東出境後，可前往塗城、番子寮地區的竹子坑聚落東南側、車籠埔地區的黃竹、苦苓腳、大湖口並止於聚落旁的溪邊。
區道中105線（草湖路、大峰路）是大里至北霧峰的道路，大致以西北—東南走向轉北微西—南微東走向再繞大彎轉西北—東南走向經過本地區中部。由該道路向西北經省道台74線高架橋下後可前往大突寮西北部並止於區道中106線路口，向東南可前往霧峰市區西北部並止於省道台3線路口。
區道中107線（長春路、草湖路、草堤路引道、草堤路、西湖路、東南路）是金城至草湖的道路，也是本地區內部一條ㄈ字形連絡道路。其北側端點位於本地區東北部省道台3線路口。由此向西南行至草湖路路口，轉北北西經市道129號終點、區道中105線路口（此小段路為逆向單行道，必須繞道而行），轉北微西再轉北西西與區道中105線共線一小段路，至草堤路引道路口轉西南西，其後沿大里溪南岸堤防道路而行，經省道台74線高架橋下後至西湖路路口轉南，沿西湖路轉東南再轉東北東，再經省道台74線高架橋下後續蜿蜒而行，再經區道中105線路口後，經草湖路路口後，接東南路續蜿蜒而行，至本地區東部邊界南側止於省道台3線另一路口。

## 學校
- 青年高中
- 草湖國小

## 產業
- 台中軟體園區

## 特產
- 草湖芋仔冰

## 廟宇
- 草湖石頭公廟